# Domnul Nimeni
Domnul Nimeni (2009, Mr. Nobody) este un film belgian dramatic, fantastic, SF, de dragoste regizat de Jaco Van Dormael cu Jared Leto, Sarah Polley și Diane Kruger în rolurile principale.

## Premii, recunoaștere
Domnul Nimeni a fost foarte bine primit de critica de film, fiind premiat cu premiul André Cavens pentru cel mai bun film și cu Premiul Magritte pentru cel mai bun film la întâia gală de decernare a acestor premii.

## Prezentare
Personajul principal, care se numește singur Nemo Nobody [Nemo Nimeni], este un bărbat de 118 ani, ultimul om muritor de pe pământ. Zilele care au rămas până la moartea sa devin obiectul unui reality-show și sunt difuzate către populația nemuritoare a lumii. Nemo însuși spune că el nu-și mai aduce aminte nimic despre trecutul lui și un psihiatru încearcă să-i readucă amintirile prin hipnoză, iar alte amintiri le dezvăluie unui jurnalist. Tot filmul este format din fragmente aleatorii de amintiri ale domnului Nimeni, care creează povești contradictorii despre viața sa. Nu este clar care dintre amintiri sunt reale și care sunt doar evoluții posibile ale vieții lui Nemo, care nu s-au întâmplat.

## Actori/Personaje

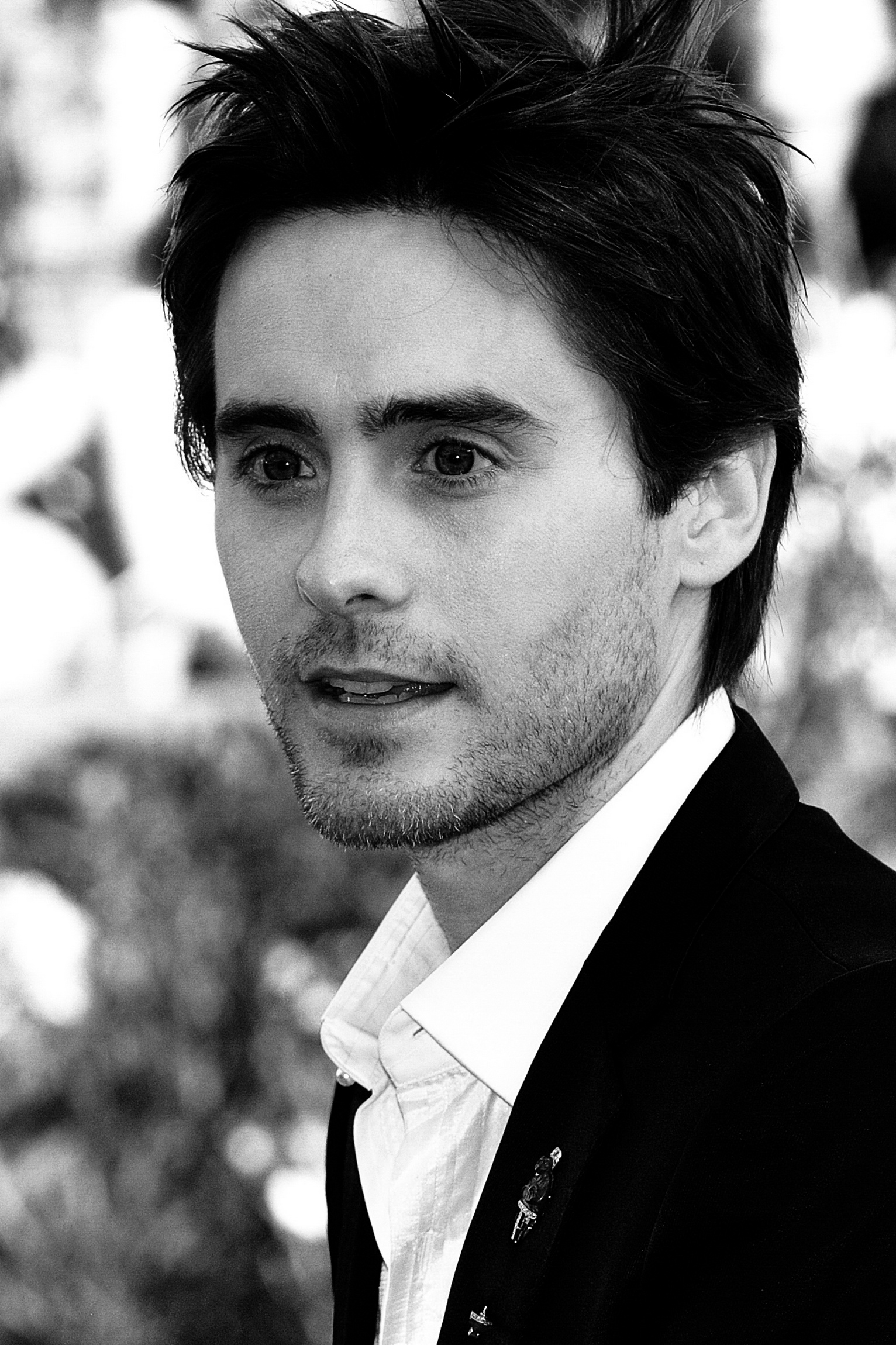
Jared Leto

- Jared Leto este Domnul Nimeni, Nemo Nobody, la 34 și la 118 ani
- Diane Kruger este Anna, dragostea adevărată a lui Nemo
- Sarah Polley este Elise, soția lui Nemo, care are aproape o tulburare de personalitate, într-o realitate
- Linh Dan Pham este Jean, soția lipsită de iubire a lui Nemo care este bogat, într-o altă realitate
- Rhys Ifans și Natasha Little sunt părinții lui Nemo
- Toby Regbo este Nemo atunci când avea 16 ani
- Thomas Byrne este Nemo atunci când avea 9 ani
- Juno Temple este Anna atunci când avea 15 ani
- Clare Stone este Elise atunci când avea 15 ani
- Cinsyla Key este Elise a doua
- Allan Corduner este psihiatrul lui Nemo
- Daniel Mays este tânărul jurnalist care ia un interviu domnului Nimeni
- Jaco Van Dormael este Brazilianul, scurtă apariție în rolul său

## Coloana sonoră
Câteva melodii sunt folosite de mai multe ori în acest film, lista de mai jos este aranjată în ordine alfabetică după artist:
- Buddy Holly – "Everyday"
- Ella Fitzgerald – "Into Each Life Some Rain Must Fall"
- Emmylou Harris – "Mister Sandman"
- Erik Satie – "Gnossienne No. 3"
- Erik Satie – "Je te veux"
- Erik Satie – "Gymnopédies No. 3: Lent et grave"
- Eurythmics – "Sweet Dreams (Are Made of This)"
- Gabriel Faure – "Pavane Op. 50"
- Gob – "Mr. Sandman"
- Hans Zimmer – "God Yu Tekkem Laef Blong Mi"
- Laurie Anderson – "O Superman"
- Nena – "99 Luftballons"
- Otis Redding – "For Your Precious Love"
- Pierre Van Dormael – "Mr. Nobody"
- Pierre Van Dormael – "Undercover"
- The Andrews Sisters – "Rum and Coca-Cola"
- The Chordettes – "Mister Sandman"
- Pixies – "Where Is My Mind?"
- Vincenzo Bellini – "Casta diva"
- Wallace Collection – "Day Dream"